# Femmes de réconfort
« Femmes de réconfort (慰安婦, ianfu) » (chinois simplifié : 慰安妇 ; chinois traditionnel : 慰安婦) est l'euphémisme employé au Japon à propos des victimes, souvent mineures, du système d'esclavage sexuel de masse organisé à travers l'Asie par et pour l'armée et la marine impériales japonaises, en particulier durant la Seconde Guerre mondiale. L'emploi de ce terme est fortement contesté par les organisations qui exigent du gouvernement japonais des excuses formelles et des réparations, et préfèrent le terme non édulcoré d'« esclaves sexuelles ».

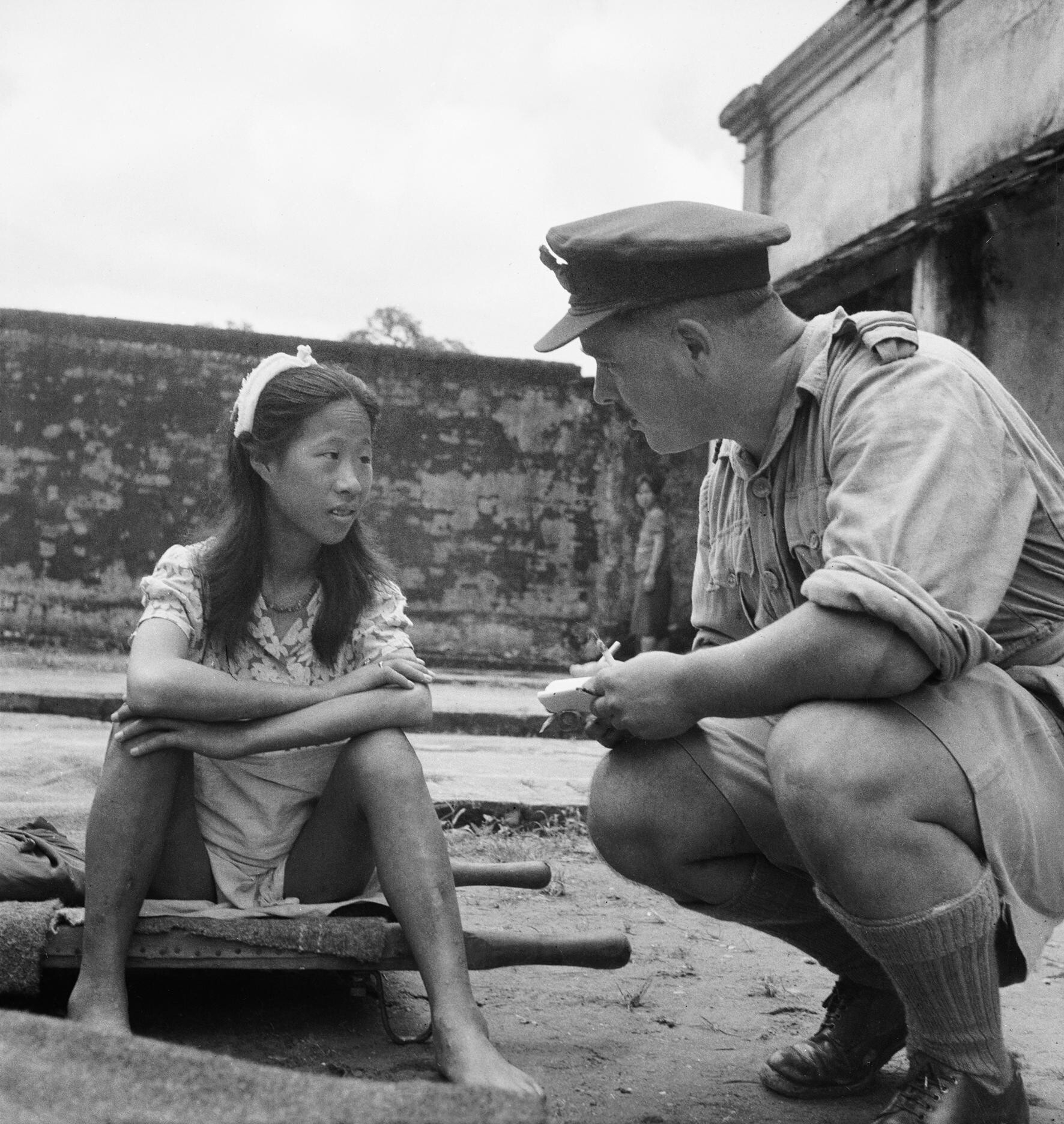
Une jeune Chinoise venant d'un centre de « femmes de réconfort » attend d'être interrogée dans un camp à Rangoun (8 août 1945).

La manifestation du mercredi est une protestation publique ayant lieu en Corée du Sud chaque mercredi à midi devant l'ambassade du Japon à Séoul depuis 1992 et qui a pour but d'obtenir justice du gouvernement japonais pour ces faits.

## Origine
À la suite du massacre de Nankin en 1937 et du tollé international qui s'ensuivit, le quartier-général impérial entreprit de mettre en œuvre une façon de limiter les tensions causées par les viols, extrêmement nombreux, commis par les militaires de l'armée impériale dans les territoires conquis,.
L'objectif était également de maintenir le moral et la discipline des troupes et de les protéger des maladies vénériennes (en imposant l'usage du préservatif dans les maisons closes). Pour atteindre ce but, il fallait donc s'assurer en permanence de la disponibilité d'un nombre suffisant d'esclaves sexuelles.
Sous l'ordre de Hajime Sugiyama, ministre de l'Armée, et du prince Kotohito Kan'in, chef d'état-major et grand-oncle de Hirohito, l'Armée procéda à l'implantation en zone occupée de maisons closes dites « centres de délassement » ou « maisons de confort », similaires à ceux mis en place en 1932 lors de la campagne de Shanghai par le général Yasuji Okamura. Selon les travaux de l'historien Zhiliang Su, au moins 149 maisons furent établies dans cette ville.

## Organisation et fonctionnement
Les maisons closes, assez semblables aux bordels militaires de campagne (BMC) français, étaient dirigées soit par l'armée ou la marine, soit par les gouvernements locaux ou encore par des particuliers. Officiellement nommées « stations de confort » ou « centres de délassement » (ianjo), ces établissements regroupaient pour la plupart une dizaine ou une quinzaine de femmes. Les soldats pouvaient les désigner comme « P house », le P signifiant prostitute soit « vagin », en mandarin. Souvent simples baraquements et se déplaçant selon les théâtres d'opérations, leur nombre demeure difficile à évaluer, entre 1 000 et 2 000, répartis dans toute l'Asie occupée, y compris les îles du Pacifique.
Les dirigeants touchaient une part sur le prix des passes. Assez souvent les femmes ne recevaient rien, bien qu'une rémunération fût prévue par les règlements de l'armée japonaise. Ces règlements interdisaient aussi les armes et l'alcool.
Les dirigeants japonais avaient fixé des règles de fonctionnement, comme les heures d'ouverture (de 9 h à minuit, tous les jours), les jours de repos (2 jours par mois lors des menstruations), les désinfections des chambres, les visites médicales ou encore le traitement des femmes atteintes de maladies vénériennes.

### Recrutement des femmes de réconfort
Les femmes « recrutées » étaient généralement célibataires et souvent mineures. De faux recrutements de serveuses ou d'ouvrières furent organisés, afin d'enrôler de nouvelles femmes. La tromperie ne suffisant pas, des enlèvements furent organisés. Des Japonaises furent également trompées, par l'intermédiaire de la création du Corps des femmes volontaires, officiellement destinées à assurer la main-d'œuvre des usines. Les polices militaires Kenpeitai et Tokkeitai assuraient le recrutement en forçant généralement les chefs de village des territoires occupés à regrouper toutes les jeunes femmes et poursuivaient les jeunes femmes désignées volontaires qui s'échappaient.
Les travaux de Yoshiaki Yoshimi, professeur à l'université Chūō, montrent la forte implication des administrations japonaises, non seulement celles de l'armée et de la Kōa-in, mais aussi celles des ministères de l'Intérieur, du Travail et des Finances. Ils établissent, après analyse des documents de l'armée japonaise, que celle-ci avait constitué de 1938 à 1945 environ 2 000 maisons de réconfort, dont notamment un centre de délassement de 1 000 femmes pour une armée de 100 000 hommes, en avril 1939, dans le Guandong. Yoshimi a entre autres retrouvé une directive du 4 mars 1938 transmise par l'adjudant des chefs d'état-major de l'armée de Chine du Nord et du corps expéditionnaire de Chine intitulée « Concernant le recrutement des femmes pour les maisons de confort militaires », déclarant que « les armées sur le terrain contrôleront le recrutement des femmes ».
Selon Yoshiaki Yoshimi, les femmes provenaient du Japon, des Philippines, d'Indochine, de Birmanie, des Indes néerlandaises, de Singapour, de la Corée et de la Chine.

### Les conditions de vie
Concernant les conditions de vie, il existe plusieurs témoignages différents. Selon les anciennes femmes de réconfort, bien que les dirigeants japonais aient fixé des règles, leur priorité n'était bien évidemment pas la santé et les conditions de vie des femmes, mais celles des soldats japonais.
Elles décrivent donc des conditions de vie assimilables à l'esclavage : elles appartenaient à leurs maisons closes. Elles étaient souvent battues, torturées ou même mutilées par les soldats. Certaines d'entre elles étaient même exécutées parce que le soldat n'était pas satisfait. D'autres qui ont essayé de s'échapper ont été battues, parfois à mort.
Une victime d'origine coréenne confia aux enquêteurs internationaux avoir maintes fois craint pour sa vie. « J'ai été presque assassinée à plusieurs reprises pendant mon séjour comme « femme de réconfort ». Il y avait des soldats qui étaient saouls et qui brandissaient leurs sabres vers moi pendant qu'ils me faisaient leurs demandes de perversions sexuelles… Les menaces qu'ils faisaient étaient explicites : ils me tueraient si je ne coopérais pas »
Selon le témoignage de quinze victimes d'un réseau de prostitution implanté en 1942 au Timor oriental par la marine impériale japonaise, les prostituées, dont certaines étaient prépubères, ont été forcées de travailler sans salaire, les vêtements et la nourriture devant même leur être fournis par leurs parents. Ces propos sont confirmés par divers témoins dont un ancien chef de village s'étant fait ordonner par des militaires de trouver des jeunes femmes pour ce type de réseau.
En 2014, lors de sa tournée européenne pour sensibiliser l'opinion publique à ce drame historique encore nié par le Japon, la coréenne Kim Bok-Dong témoigne : « C’étaient des écoles ou des bâtiments administratifs réquisitionnés par les militaires. Il était impossible d’en sortir. (...) C’était en fin de semaine que les soldats défilaient. Le samedi de 8 h à 17 h et le dimanche de midi à 17 h. Ça n’arrêtait pas. À la fin de la journée, je ne pouvais même plus m’asseoir. (...) Au début j’étais très en colère. Je ne savais pas ce qu’était un homme. Je refusais de me laisser prendre. J’ai reçu beaucoup de coups. Et puis, je suis devenue plus passive. »
Le passage à la station de confort semble être généralisé pour la troupe, d'autant que les superstitions attribuaient au rapport sexuel un gage contre les blessures. Des soldats réticents furent semble-t-il victimes de brimades pour ne pas avoir cautionné la pratique. Cependant, les statistiques laissent entendre qu'une ianfu sur six mourut de maladies, mauvais traitements, voire massacrée lors des déroutes ou contrainte au suicide.

### L’enlèvement des femmes et des jeunes filles
L'enlèvement des femmes et des jeunes filles par l'armée impériale a fait l'objet de débats, en particulier à la suite du témoignage de Yoshida Seiji.[réf. nécessaire]
Des documents retrouvés en 2007 dans les archives du Tribunal de Tokyo par les professeurs Yoshiaki Yoshimi et Hirofumi Hayashi et rendus public lors des procès, démontrent que des membres de la Tokkeitai, la police militaire navale, ont enlevé des femmes en Chine, dans la péninsule indochinoise et en Indonésie pour les forcer à passer un examen médical et les ont expédiées ensuite dans des maisons de réconfort.
Le 12 mai 2007, le journaliste Taichiro Kaijimura a annoncé la découverte, dans les archives du gouvernement néerlandais, de trente documents officiels soumis au Tribunal de Tokyo comme preuve d'un incident de prostitution de masse à Magelang, en Indonésie, en 1944. Selon le journaliste, ces documents démontrent de façon claire que les femmes ont été enlevées par l'armée japonaise et contraintes à la prostitution dans des maisons de réconfort.
Lors d'un témoignage sur son expérience au front, un vétéran de l'armée japonaise, Yasuji Kaneko, a raconté que les femmes « pleuraient mais peu nous importait si elles vivaient ou mouraient. Nous étions les soldats de l'empereur. Que ce soit aux bordels militaires ou dans les villages, nous violions sans aucune réticence ».
Par ailleurs, le 4 mars 1938, l'état-major du corps expéditionnaire de Chine diffusa une directive, nommée Gun ian-jo jungyô-fu tô boshû ni kansuru ken (« L'affaire concernant le recrutement des femmes de réconfort »). Ce document, découvert par Yoshimi dans la bibliothèque de l'Agence de défense du Japon, demandait aux soldats de l'armée impériale en Chine du Nord et en Chine centrale de faire attention aux proxénètes chinois qui pratiquaient les enlèvements et déclarait que « les armées sur le terrain assureraient le contrôle du recrutement des femmes ».

## Nombre des victimes
Concernant le nombre des victimes, plusieurs estimations ont été faites, certaines en partant de moyennes d'esclaves par soldat japonais, des statistiques parfois consignées par l'administration japonaise :
- Yoshiaki Yoshimi a estimé leur nombre à au plus 200 000 au total, en comptant les Coréennes, les Chinoises, les Japonaises, les Philippines, les Taïwanaises, les Birmanes, les Indonésiennes, les Néerlandaises et les Australiennes ;
- La Korean Central News Agency propose le chiffre de 200 000 pour les seules Coréennes.
- Certains chercheurs chinois évoquent un total de 410 000 victimes[21],[22]. Su Zhiliang évoque 360 000 à 410 000 victimes, dont 200 000 chinoises et 142 000 coréennes[23].
- Les révisionnistes avancent des chiffres sans commune mesure. Selon Ikuhiko Hata, le nombre total des femmes de réconfort n'était que de 20 000, et les Japonaises (prostituées professionnelles dites karayuki, plus ou moins volontaires[8]) représentaient le principal contingent des « prostituées » (40 %), pour 20 % de Coréennes et 10 % de Chinoises, le restant étant composé de Taïwanaises, Indonésiennes, Vietnamiennes, et Philippines). Cette estimation de 1999 constitue elle-même une révision radicale de ses propres estimations de 1993 (90 000).
- Joanna Bourke avance le chiffre de 160 000 femmes de différentes nationalités, mais dont 80 % seraient coréennes[24].
- Les archives font état de 1 004 prostituées pour la seule XXIe armée japonaise, dont les effectifs varièrent entre  40 000 et 50 000 hommes, soit une femme pour moins de 50 soldats[8].

Les recherches en Corée ont été les plus poussées pour le moment, les autres pays touchés ayant commencé bien plus tard. Il faut donc s'attendre à de nouvelles estimations dans les années à venir, en particulier pour la Chine, où le système des « femmes de réconfort » a continué jusqu'en 1947, et où les langues n'ont commencé à se délier que sur le tard. Les survivantes ont longtemps vécu dans la honte, mais l'exemple des « halmoni » coréennes, désormais reconnues internationalement, en a aidé certaines à briser le silence. À l'occasion du "Symposium on the Japanese Military Sexual Slavery Issue" organisé à Séoul le 13 août 2013 par le Korean Council for the Women Drafted for Military Sexual Slavery by Japan, la juriste chinoise Kang Jian a fait état des vastes investigations en cours en Chine. Les chercheurs ont déjà recueilli des centaines de témoignages de survivantes, mais aussi des centaines de témoignages d'officiels et soldats de l'armée impériale japonaise. Ils analysent également de nombreux documents ayant échappé à la vague de destruction de preuves à la fin de la guerre.
La dernière survivante connue à Taïwan décède en mai 2023.

## La reconnaissance internationale
Le premier témoignage public sur le sort des esclaves sexuelles du régime Shōwa fut publié en 1971 par une Japonaise écrivant sous le pseudonyme de Suzuko Shirota. Accueilli dans l'indifférence générale, cet ouvrage racontait l'expérience de cette femme, orpheline de mère à 14 ans, et vendue par son père à 18 ans à un tenancier de maison de confort faisant affaire à Taïwan avec l'armée impériale japonaise.
En 1982, un Japonais nommé Yoshida Seiji raconte dans une conférence son expérience dans l'enlèvement des femmes pendant la Seconde Guerre mondiale. Puis en 1983, Yoshida Seiji publie son ouvrage Watashi no sensō hanzai (Mon crime de guerre). C'est cet ouvrage qui a popularisé le problème des femmes de réconfort avec l'aide du quotidien Asahi Shinbun. Pourtant, en 1996, Yoshida Seiji a avoué que l'enlèvement raconté était une pure fiction.[réf. nécessaire] Et en août 2014, Asahi Shinbun a reconnu que les témoignages de Yoshida Seiji sur l'enlèvement des filles sur lesquels les articles publiés par le journal sur ce sujet étaient basés doivent être jugés comme une fabrication : « The Asahi Shimbun has run, as far as it can confirm, at least 16 articles about Yoshida. The first appeared in the Sept. 2, 1982, morning edition in the city news page published by the Osaka head office. The article was about a speech that he gave in Osaka in which he said, "I 'hunted up' 200 young Korean women on Jeju Island. »
C'est en 1991 que le scandale émergea véritablement au niveau international, avec la demande d'une procédure judiciaire contre le Japon par une ancienne femme de réconfort, Kim Hak-Sun. Depuis, de nombreuses autres femmes ont porté plainte, ainsi que certains pays comme la Corée du Sud, où les survivantes manifestent chaque mercredi depuis 1992 devant l'Ambassade du Japon à Séoul.
La publication en 1992 des travaux de l'historien Yoshiaki Yoshimi portant sur des documents saisis par les alliés en 1946 et entreposés à la bibliothèque du National Institute for Defense studies de Tokyo établit finalement un lien tangible entre l'armée de l'ère Shōwa et les maisons de confort.
Le contenu de ces travaux fut rapporté par certains médias japonais le 12 janvier 1993. En réaction, le gouvernement japonais reconnut le jour même, par l'entremise de Koichi Kato, l'implication de l'armée impériale japonaise dans l'implantation des maisons de confort. Le 17, ce fut au tour du premier ministre Kiichi Miyazawa de s'excuser lors d'un voyage en Corée du Sud. Le gouvernement procéda ensuite à certaines auditions et le secrétaire général du Cabinet Yōhei Kōno émit le 4 août 1993 une déclaration par laquelle il reconnaissait entre autres que l'armée impériale était « directement ou indirectement impliquée » dans l'implantation et la gestion des maisons de confort et que les femmes étaient recrutées « dans bien des cas contre leur gré »,.
Le 1er mars 2007, le premier ministre Shinzō Abe, se prononçant sur le projet de résolution d'appui aux victimes présenté au Congrès américain, a nié l'implication de l'armée impériale dans l'enlèvement physique des femmes en déclarant : « Le fait est qu'il n'y a pas de preuve qu'il y avait eu usage de contrainte ».
Le député Nariaki Nakayama a quant à lui fait valoir qu'on « peut comparer ces bordels à des cafétérias dirigées par des compagnies privées qui recrutent leurs propres employés, offrent la nourriture et fixent leurs prix. Mais affirmer que les femmes ont été contraintes par les militaires japonais en service est à côté de la plaque. Ce dossier doit être reconsidéré, pour le bien de l'honneur du Japon. »,. Certains intellectuels ou journalistes japonais comme Yoshiko Sakurai relativisent également l'implication de l'armée impériale japonaise.
Le 26 juin 2007, le Comité des Affaires étrangères de la Chambre des représentants des États-Unis adopte une résolution demandant entre autres au Japon de « reconnaître formellement, de s'excuser et d'accepter sa responsabilité historique d'une façon claire et sans équivoque pour la contrainte employée par ses militaires afin de forcer des femmes à l'esclavage sexuel pendant la guerre. ». Cette résolution a été adoptée par la Chambre des Représentants le 30 juillet 2007, au grand dam de Shinzō Abe, trouvant « regrettable » cette décision.
Dans la foulée des États-Unis, d'autres assemblées ont passé des résolutions demandant au gouvernement japonais d'agir :
- au niveau national, comme les Pays-Bas le 8 novembre 2007, le Canada le 28 novembre 2007, le Parlement Européen le 13 décembre 2007, la république de Corée le 8 octobre 2008, ou Taiwan le 5 novembre 2008[35] ;
- à un niveau plus local, comme au New Jersey[36] ;
- au Japon même, des dizaines de collectivités locales appellent le gouvernement national à prendre les mesures nécessaires[37],[38].

En particulier face à la disparition progressive des dernières survivantes et à la poussée du révisionnisme au Japon, la tendance est à la multiplication des musées, monuments et mémoriaux en souvenir des victimes. Un monument représentant une jeune victime a été inauguré à l'occasion de la millième manifestation du mercredi des survivantes sud-coréennes, le 12 décembre 2011. Un premier monument aux États-Unis a été inauguré en 2012 à Palisades Park (New Jersey), suivi d'un second en 2013 à Glendale (Californie).
Le 4 octobre 2015, néanmoins, des négociations prévues au sujet des femmes de réconfort ouvrent la voie à un espoir d'amélioration quant aux relations entre la Corée du Sud et le Japon. Au terme de ces négociations, le Japon et la Corée du Sud concluent un accord historique daté du 28 décembre 2015. Le premier ministre japonais, Shinzō Abe, a exprimé aux victimes ses « excuses et son repentir, du plus profond de son cœur » et le Japon accepte de verser 1 milliard de yens (7,5 millions d’euros) de dédommagement aux femmes de réconfort. L'accord a été salué par les autorités américaines, qui ont possiblement fait pression sur la présidente coréenne Park Geun-hye pour qu'elle adoucisse sa position.
Cet accord est cependant attaqué au Japon par des nationalistes, qui estiment qu’il s’agit là d’une « traîtrise », et critiqué en Corée du Sud par d'anciennes victimes, qui reprochent l’absence de responsabilité officielle de la part du Japon, et que l'argent soit versé comme une aide, et non comme une compensation formelle. Il fait de plus grincer des dents à Taïwan, en Chine, aux Philippines et en Indonésie, qui ont également eu à subir ces actes de la part de l’armée japonaise.
Le 28 décembre 2016 néanmoins, l'installation d'une statue en mémoire des femmes de réconfort devant le consulat japonais à Pusan ravive les tensions entre la Corée du Sud et le Japon, ce dernier ayant notamment rappelé son consul et son ambassadeur.
En décembre 2017, le président coréen Moon Jae-in brise l'accord de 2015.
Le 23 novembre 2023, la Haute Cour de Séoul ordonne au Japon d'indemniser seize femmes victimes d’esclavage sexuel pendant la Seconde Guerre mondiale, annulant ainsi une décision d’une juridiction inférieure qui les avait déboutées deux ans plus tôt. Elle décide que chacune des victimes doit recevoir environ 200 millions de wons (141 000 euros).

## Négationnisme et révisionnisme
Le Japon estime que le traité nippo-sud-coréen du 22 juin 1965 règle tous les contentieux historiques liés à l’occupation japonaise et rejette les propositions de la Corée du Sud pour des discussions bilatérales au sujet des femmes de réconfort.
Depuis que les faits historiques ont été maintes fois confirmés, il devient de plus en plus délicat pour les révisionnistes de les nier publiquement. Puisqu'il leur est désormais impossible de nier l'existence du système organisé, ils tentent de le minimiser en le présentant comme une série de débordements marginaux, d'épiphénomènes habituels en temps de guerre, ou d'essayer de recentrer le débat autour de la prostitution, le plus loin possible de l'esclavage sexuel, et de préférence en présentant les victimes comme des prostituées professionnelles consentantes[Interprétation personnelle ?].
Les provocations d'élus de l'extrême droite japonaise sont désormais immédiatement condamnées par la communauté internationale, comme lorsque le maire d'Osaka Tōru Hashimoto a osé déclarer que les « femmes de réconfort » avaient été une « nécessité ».
En mai 2012, les élus conservateurs japonais qui ont tenté de faire enlever le monument de Palisades Park ont surtout réussi à souder la population locale autour du projet, et à braquer les projecteurs internationaux sur la cause des victimes.
Le public japonais commence à se lasser de provocations qui nuisent à l'image du pays, et refuse d'être associé à une minorité d'extrémistes. Une majorité de Japonais n'accepte pas qu'on justifie les « femmes de réconfort ». Les activistes Zainichi défendant la mémoire des victimes ont manifesté pour la première journée internationale consacrée à la cause, exigeant du gouvernement qu'il assume enfin ses responsabilités.
La plupart des membres du Cabinet de Shinzō Abe, à commencer par le Premier Ministre lui-même, sont affiliés au lobby ouvertement révisionniste Nippon Kaigi, qui nie l'existence de Crimes de guerre du Japon Shōwa, y compris l'esclavage sexuel pour les militaires. Le Ministre des Affaires Etrangères, Hirofumi Nakasone, dirige une commission établie pour envisager « des mesures concrètes pour restaurer l'honneur du Japon au sujet des femmes de réconfort », alors même que son propre père, l'ancien Premier Ministre Yasuhiro Nakasone, à l'époque un lieutenant dans l'armée de l'air impériale, avait été félicité par la hiérarchie pour avoir organisé en 1942 une station de réconfort en Indonésie. Le premier ministre Shinzo Abe assure en 2007 que « rien ne prouve que [les esclaves sexuelles pendant la guerre] se sont prostituées sous la contrainte, aucune preuve. »
Fin juin 2017, le consul général du Japon à Atlanta (États-Unis) Takashi Shinozuka se retrouve au cœur d'un incident diplomatique après avoir déclaré au Reporter Newspapers que les femmes de réconfort n'étaient pas des esclaves sexuelles mais des prostituées payées. Le ministère des Affaires étrangères sud-coréen exige que Takashi Shinozuka revienne sur ses déclarations et que le gouvernement japonais prenne des mesures pour que ce genre de propos ne puissent plus être tenus. De son côté, le secrétaire général du cabinet Yoshihide Suga prend la défense de Takashi Shinozuka en affirmant que ses propos auraient été déformés par le Reporter Newspapers. Cependant, des extraits de l'enregistrement audio de son interview tendent à montrer que ce n'est pas le cas.

## Positions internationales

### Le soutien des Nations Unies

#### Deux premiers rapports
En 1996, une juriste sri lankaise, Radhika Coomaraswamy, a présenté son rapport sur l'esclavage militaire pendant la guerre à la Commission des droits de l'homme des Nations unies.
En 1998, une rapporteuse spéciale américaine, Gay McDougall, a présenté son rapport à propos des femmes de réconfort (étant l'annexe et son rapport principal est sur le viol en Yougoslavie) qui recommande au Japon de :
- reconnaître pleinement sa responsabilité dans l'instauration du système de réconfort et reconnaître que ce système violait le droit international ;
- présenter des excuses complètes et honnêtes, en assumant sa responsabilité légale et en offrant des garanties pour que ces crimes ne se répètent jamais ;
- indemniser, par l'entremise du gouvernement, les victimes et les survivantes et celles qui ont droit à une indemnisation par suite des violations déclarées aux présentes, avec des montants suffisants pour réparer le tort causé et empêcher qu'il se reproduise ;
- mettre en place un mécanisme d'enquête rigoureux sur le système d'esclavage sexuel militaire, rendre ce mécanisme accessible à la population et assurer la préservation historique de la documentation ;
- envisager, en consultation avec les survivantes, l'établissement d'une Commission de vérité et de réconciliation qui créera un dossier historique des crimes sexospécifiques commis pendant la guerre, la période de transition et l'occupation ;
- reconnaître les victimes et les survivantes et leur rendre hommage par la création de monuments commémoratifs, d'un musée et d'une bibliothèque consacrés à leur mémoire et par la promesse que de tels crimes ne se produiront jamais plus ;
- créer des projets éducatifs, tant formels qu'informels, comme l'inclusion de ce chapitre de l'histoire dans des manuels à tous les niveaux et l'appui aux universitaires et aux écrivains pour leur permettre d'informer la population, en particulier les jeunes et les générations futures, sur les violations commises et les souffrances subies ;
- appuyer des initiatives de formation en matière de relation entre le système d'esclavage militaire et l'inégalité des sexes, et des préalables nécessaires pour assurer l'égalité des sexes et le respect de l'égalité pour les peuples de la région ;
- rapatrier les survivantes qui souhaitent l'être ;
- rendre publics tous les documents et autre matériel en sa possession au sujet des postes de réconfort ;
- identifier et juger les principaux responsables de l'établissement et du recrutement des postes de réconfort ;
- retrouver et rendre aux familles ou aux personnes proches qui le souhaitent les restes des femmes mortes pendant cette période.

Ces deux rapports n'ont pas été adoptés par l'ONU.

#### Une demande formelle sans réponse du gouvernement japonais
En novembre 2008, le Comité des droits de l'homme des Nations unies a formellement demandé au Japon d'assumer ses responsabilités : « Le Japon devrait accepter sa responsabilité légale et présenter des excuses sans réserve pour le système des « femmes de réconfort », d'une manière qui soit acceptable pour la majorité des victimes. À ce sujet, le pays devrait restaurer la dignité des victimes, poursuivre les responsables qui sont encore en vie, prendre immédiatement des mesures législatives et administratives pour indemniser de manière adéquate les survivantes, éduquer les élèves et le public sur la question et sanctionner toute tentative visant à diffamer les victimes ou nier les événements en cause. » 
En 2014, le gouvernement japonais ne s'était pas encore conformé à ces recommandations.

### Le tribunal international des femmes pour la répression des crimes de guerre
Le tribunal international des femmes pour la répression des crimes de guerre fut mis en place principalement par des groupes de féministes et d'ONG. Il se déroula du 8 au 12 décembre 2000 à Tokyo. Il avait pour but de traiter de la condition des femmes durant les conflits et de faire reconnaître le viol comme un crime contre l'humanité. À cette occasion, de nombreux témoins et victimes ont pu témoigner, et des preuves ont été présentées. Le cas des femmes de réconfort fut une partie importante du procès. Les conclusions du Tribunal reconnaissent l'empereur Shōwa (Hirohito) comme l'un des principaux responsables de l'établissement de ces maisons closes, et demandent au Japon de reconnaître et de faire des excuses aux victimes publiquement. Certains conservateurs critiquent le travail de ce tribunal en raison du fait que les accusés n'étaient ni présents (tous morts), ni défendus, que les opposants au Tribunal n'ont pas pu assister à une audience, et que les preuves et les documents n'ont pas été contre-vérifiés.
Le Tribunal recommande de plus que les anciennes nations alliées :
- rendent publics tous les dossiers militaires et gouvernementaux sur l'établissement et le fonctionnement du système de réconfort et les raisons pour lesquelles ces crimes n'ont pas été jugés par le Tribunal militaire international pour l'Extrême-Orient (TMIEO) ;
- rendent publics tous les dossiers militaires et gouvernementaux sur l'impunité de l'empereur Shōwa devant le TMIEO ;
- reconnaissent le fait qu'elles-mêmes n'ont entrepris ni enquête, ni poursuite contre les crimes commis contre les anciennes femmes de réconfort dans le cadre des procès intentés après la guerre et depuis les 55 dernières années.

Le Tribunal recommande en outre que les Nations unies et tous les États qui en sont membres :
- prennent toutes les mesures nécessaires pour faire en sorte que le Japon accorde pleine et entière réparation aux victimes, aux survivantes et à celle qui ont droit à l'indemnisation à la suite des violations commises contre elles ;
- demandent l'opinion de la Cour Internationale de Justice quant à l'illégalité des anciens postes de réconfort et à la responsabilité du gouvernement du Japon dans ce dossier.

## Cinéma et littérature
- Durant les années 1990, la réalisatrice Byun Young-joo réalise trois documentaires recueillant les témoignages des survivantes et faisant trace de leur lutte pour la reconnaissance de l'esclavage sexuel organisé par le Japon. Ces films sont parus sous le titre The Murmuring, en 1995, 1997 et 1999.
- Les femmes de réconforts sont au cœur de l'intrigue du film Spirits' Homecoming (en) sorti en 2016.
- En 2017, Lee Na-jeong réalise un film dramatique historique, Snowy road (en) (en), qui raconte l'histoire du destin tragique de deux adolescentes coréennes enlevées et « utilisées » comme femmes de réconfort, lors de l'occupation de la Corée par le Japon.
- En 2017, Kim Hyeon-seok réalise une comédie dramatique I can speak qui aborde la question des esclaves sexuelles. Ce film remporte de nombreux prix et le succès en Corée[60].
- En 2022, drama sud-coréen Tomorrow épisode 13 "Printemps" : deux femmes âgées se remémorent les souvenirs d'une amie commune, avec qui l'une d'entre elles a vécu comme femme de réconfort.
- Filles de la mer (en:White Chrysanthemum), 2018, roman écrit par l'autrice américaine d'origine sud-coréenne Mary Lynn Bracht qui décrit le destin de deux sœurs sous l'occupation japonaise, l'une ayant été enlevée pour devenir femme de réconfort.
- Les mauvaises herbes, bande dessinée parue en 2018 chez Delcourt éditions, écrit et dessiné par Keum Suk Gendry-Kim d’après le témoignage d’une esclave sexuelle de l’armée japonaise
- Femmes de réconfort: esclaves sexuelles de l'armée japonaise écrit par Jung Kyung-a, édité par 6 pieds sous terre et Au diable Vauvert en 2007 qui parle de l'occupation de la Corée par le Japon, lors de la seconde guerre mondiale, près de 200 000 femmes coréennes ont été kidnappées, déportées, violées, battues, tuées, abandonnées. Peu ont survécu. Jung Kyung-a, jeune auteure coréenne, raconte avec ce livre l’histoire vraie de ces "femmes de réconfort", envoyées dans les camps de l’armée japonaise pour y servir d’esclaves sexuelles. Femmes de réconfort retrace les itinéraires d’un médecin japonais chargé de la santé des détenues, d’une fille de colon hollandais et d’une jeune Coréenne.

#### Femmes de reconfort
- Kim Bok-dong
- Kim Hak-sun
- Liu Huang A-tao